# NGC 4236
NGC 4236 es una galaxia espiral barrada en la constelación del Dragón. Fue descubierta por William Herschel el 6 de abril de 1793. Es una de las galaxias más cercanas al Grupo Local.
De magnitud aparente 10,5, su brillo superficial es muy bajo (15,4 mag/arcmin2). 
Se considera que NGC 4236 es o bien un miembro del Grupo M81  - un grupo de galaxias distante de la Tierra 11,7 millones de al (3,6 Mpc) que incluye las galaxias M81 y M82, observables en la constelación de la Osa Mayor -, o bien la galaxia más brillante de su propio grupo, que incluiría a UGC 6456 y a DDO 165.
Las ondas de radio y la radiación infrarroja de NGC 4236 sugieren que en su pasado reciente se dio un intenso fenómeno de formación estelar, y de hecho presenta una buena cantidad de restos de supernova.
NGC 4236 se aleja de nuestra galaxia a una velocidad de unos 2 km/s.

## Observación
Se distingue a poco más de un grado al WSW de la estrella Kappa del Dragón. Con un telescopio de afición, se presenta como un huso de luz alargado en dirección NNW-SSE. Su rasgo más evidente es la estela clara del núcleo, alargada, con una ligera deformación en su parte boreal.
Al ser una galaxia larga y difusa, su observación se considera un desafío dentro de la astronomía de afición.

### Obras de carácter general
- Stephen James O'Meara: "Deep Sky Companions: The Caldwell Objects". Cambridge University Press. 2003. ISBN 0-521-55332-6
- R. W. Sinnott, editor: "The Complete New General Catalogue and Index Catalogue of Nebulae and Star Clusters", por J. L. E. Dreyer. Sky Publishing Corporation y Cambridge University Press. 1988. ISBN 0-933346-51-4

### Cartas celestes
- Tirion, Rappaport y Lovi: "Uranometria 2000.0" - Volume I - "The Northern Hemisphere to -6°". Richmond, Virginia, Estados Unidos. Willmann-Bell, inc., 1987. ISBN 0-943396-14-X
- Tirion y Sinnott: "Sky Atlas 2000.0", 2ª ed., Cambridge, Estados Unidos. Cambridge University Press, 1998. ISBN 0-933346-90-5
- Tirion: "The Cambridge Star Atlas 2000.0", 3ª ed., Cambridge, Estados Unidos. Cambridge University Press, 2001. ISBN 0-521-80084-6